# Eupithecia staurophragma
Eupithecia staurophragma är en fjärilsart som beskrevs av Edward Meyrick 1899. Eupithecia staurophragma ingår i släktet Eupithecia och familjen mätare. Inga underarter finns listade i Catalogue of Life.